# To Whom It Concerns
To Whom It Concerns is een nummer van de Britse zanger Chris Andrews. Het verscheen in 1965 als single.

## Achtergrond
To Whom It Concerns is geschreven door Chris Andrews en geproduceerd door Ken Woodman. De zin “to whom it concerns” is een reguliere aanhef voor een brief wanneer de lezer niet bekend is. Het nummer is een boodschap aan alle verliefde mensen. Het instrumentale gedeelte in het lied was vanaf de jaren zestig tot 1999 en daarna weer vanaf 2009 de openingstune van de Ierse talkshow The Late Late Show, zij het in verschillende arrangementen.
To Whom It Concerns werd de op een na grootste hit van Andrews, na voorganger Yesterday Man. Het bereikte de dertiende plaats in de Britse UK Singles Chart. In Nederland piekte het op de tweede plaats in de Top 40 en de derde plaats in de Parool Top 20, terwijl in Vlaanderen de vierde positie in een voorloper van de Ultratop 50 werd gehaald. In 2020 bracht de Nederlandse zanger Jan Biggel een bewerking van het lied uit, genaamd Ons moeder zeej nog.

## Hitnoteringen

### Nederlandse Top 40
| Hitnotering: 25-12-1965 t/m 23-04-1966 | Hitnotering: 25-12-1965 t/m 23-04-1966 | Hitnotering: 25-12-1965 t/m 23-04-1966 | Hitnotering: 25-12-1965 t/m 23-04-1966 | Hitnotering: 25-12-1965 t/m 23-04-1966 | Hitnotering: 25-12-1965 t/m 23-04-1966 | Hitnotering: 25-12-1965 t/m 23-04-1966 | Hitnotering: 25-12-1965 t/m 23-04-1966 | Hitnotering: 25-12-1965 t/m 23-04-1966 | Hitnotering: 25-12-1965 t/m 23-04-1966 | Hitnotering: 25-12-1965 t/m 23-04-1966 | Hitnotering: 25-12-1965 t/m 23-04-1966 | Hitnotering: 25-12-1965 t/m 23-04-1966 | Hitnotering: 25-12-1965 t/m 23-04-1966 | Hitnotering: 25-12-1965 t/m 23-04-1966 | Hitnotering: 25-12-1965 t/m 23-04-1966 | Hitnotering: 25-12-1965 t/m 23-04-1966 | Hitnotering: 25-12-1965 t/m 23-04-1966 | Hitnotering: 25-12-1965 t/m 23-04-1966 | Hitnotering: 25-12-1965 t/m 23-04-1966 |
| Week                                   | 1                                      | 2                                      | 3                                      | 4                                      | 5                                      | 6                                      | 7                                      | 8                                      | 9                                      | 10                                     | 11                                     | 12                                     | 13                                     | 14                                     | 15                                     | 16                                     | 17                                     | 18                                     |                                        |
| -------------------------------------- | -------------------------------------- | -------------------------------------- | -------------------------------------- | -------------------------------------- | -------------------------------------- | -------------------------------------- | -------------------------------------- | -------------------------------------- | -------------------------------------- | -------------------------------------- | -------------------------------------- | -------------------------------------- | -------------------------------------- | -------------------------------------- | -------------------------------------- | -------------------------------------- | -------------------------------------- | -------------------------------------- | -------------------------------------- |
| Nummer                                 | 36                                     | 21                                     | 13                                     | 8                                      | 6                                      | 3                                      | 2                                      | 4                                      | 3                                      | 4                                      | 7                                      | 8                                      | 10                                     | 12                                     | 13                                     | 18                                     | 30                                     | 39                                     | uit                                    |

### Parool Top 20
| Hitnotering: 23-08-1969 t/m 27-09-1969 | Hitnotering: 23-08-1969 t/m 27-09-1969 | Hitnotering: 23-08-1969 t/m 27-09-1969 | Hitnotering: 23-08-1969 t/m 27-09-1969 | Hitnotering: 23-08-1969 t/m 27-09-1969 | Hitnotering: 23-08-1969 t/m 27-09-1969 | Hitnotering: 23-08-1969 t/m 27-09-1969 | Hitnotering: 23-08-1969 t/m 27-09-1969 | Hitnotering: 23-08-1969 t/m 27-09-1969 | Hitnotering: 23-08-1969 t/m 27-09-1969 | Hitnotering: 23-08-1969 t/m 27-09-1969 | Hitnotering: 23-08-1969 t/m 27-09-1969 | Hitnotering: 23-08-1969 t/m 27-09-1969 | Hitnotering: 23-08-1969 t/m 27-09-1969 | Hitnotering: 23-08-1969 t/m 27-09-1969 | Hitnotering: 23-08-1969 t/m 27-09-1969 | Hitnotering: 23-08-1969 t/m 27-09-1969 |
| Week                                   | 1                                      | 2                                      | 3                                      | 4                                      | 5                                      | 6                                      | 7                                      | 8                                      | 9                                      | 10                                     | 11                                     | 12                                     | 13                                     | 14                                     | 15                                     |                                        |
| -------------------------------------- | -------------------------------------- | -------------------------------------- | -------------------------------------- | -------------------------------------- | -------------------------------------- | -------------------------------------- | -------------------------------------- | -------------------------------------- | -------------------------------------- | -------------------------------------- | -------------------------------------- | -------------------------------------- | -------------------------------------- | -------------------------------------- | -------------------------------------- | -------------------------------------- |
| Nummer                                 | 20                                     | 16                                     | 14                                     | 9                                      | 6                                      | 3                                      | 3                                      | 5                                      | 5                                      | 5                                      | 6                                      | 7                                      | 10                                     | 13                                     | 17                                     | uit                                    |

### NPO Radio 2 Top 2000
| Nummer met noteringen in de NPO Radio 2 Top 2000 | '01  | '02  |
| ------------------------------------------------ | ---- | ---- |
| To Whom It Concerns                              | 1529 | 1182 |

1. ↑  Een vetgedrukt getal geeft de hoogste notering aan.
2. ↑  2001 was het eerste jaar met een notering voor dit nummer.
3. ↑  Deze tabel is bijgewerkt tot en met de laatste editie (2024).